# Scopolamină
Scopolamina sau hioscina este un alcaloid tropanic toxic care  poate fi găsit în frunzele și semințele plantelor Scopolia japonica, Hyoscyamus niger, Atropa belladonna,  Datura stramonium sau Brugmansia, dar poate fi și sintetizat pe cale artificială. Doza toxică letală de hioscină pentru om este de circa 100 de mg, sau o  injecție subcutanată cu 1 mg de toxic are acelasi efect. Dozele mai mici de scopolamină au un efect ușor sedativ, hipnotic, spasmolitic  și antiemetic; apar și simptome de apatie ca și slăbirea voinței. De aceea până în anul 1950 când a fost înlocuit cu pentotal de sodiu, a fost folosit la interogarea agenților secreți. În urmă cu câteva decenii scopolamina a fost folosită împreună cu morfina ca și calmant al pacienților cu boli nervoase. În prezent este folosită în medicină sub formă de „Dexamphetamin” ca înlocuitor de drog.
Este numit și „Respirația Diavolului”.
Arborele din care se extrage drogul, destul de comun în Columbia, se numește "borrachero", care s-ar traduce: "copacul care te îmbată".